# Leandro Damião
Leandro Damião da Silva dos Santos (Jardim Alegre, Microrregión de Ivaiporã, 22 de julio de 1989) es un exfutbolista brasileño que jugaba como delantero.

## Selección nacional
En julio de 2012 fue incluido por en la lista de 18 jugadores que integraron el equipo olímpico brasileño que compitió en los Juegos Olímpicos de Londres de 2012.

### Participaciones en Copas FIFA Confederaciones
| Copa                      | Sede   | Resultado |
| ------------------------- | ------ | --------- |
| Copa Confederaciones 2013 | Brasil | Campeón   |

## Estadísticas

### Clubes
| Club                         | Div.          | Temporada     | Liga  | Liga  | Torneo estatal | Torneo estatal | Copas nacionales | Copas nacionales | Torneos internacionales | Torneos internacionales | Total | Total |
| Club                         | Div.          | Temporada     | Part. | Goles | Part.          | Goles          | Part.            | Goles            | Part.                   | Goles                   | Part. | Goles |
| ---------------------------- | ------------- | ------------- | ----- | ----- | -------------- | -------------- | ---------------- | ---------------- | ----------------------- | ----------------------- | ----- | ----- |
| Atlético de Ibirama · Brasil | 1.ª Est.      | 2008          | -     | -     | 2              | 0              | -                | -                | -                       | -                       | 2     | 0     |
| Atlético de Ibirama · Brasil | 1.ª Est.      | 2009          | -     | -     | 16             | 8              | -                | -                | -                       | -                       | 16    | 8     |
| Atlético de Ibirama · Brasil | Total club    | Total club    | 0     | 0     | 18             | 8              | 0                | 0                | 0                       | 0                       | 18    | 8     |
| Marcílio Dias · Brasil       | 3.ª           | 2008          | 2     | 0     | -              | -              | -                | -                | -                       | -                       | 2     | 0     |
| Marcílio Dias · Brasil       | Total club    | Total club    | 2     | 0     | 0              | 0              | 0                | 0                | 0                       | 0                       | 2     | 0     |
| Cidade Azul · Brasil         | Cat.          | 2008          | -     | -     | 6*             | 0              | -                | -                | -                       | -                       | 6     | 0     |
| Cidade Azul · Brasil         | Total club    | Total club    | 0     | 0     | 6              | 0              | 0                | 0                | 0                       | 0                       | 6     | 0     |
| S. C. Internacional · Brasil | 1.ª           |               |       |       |                |                |                  |                  |                         |                         |       |       |
| S. C. Internacional · Brasil | 1.ª           | 2010          | 25    | 7     | 8              | 4              | -                | -                | 2                       | 1                       | 35    | 12    |
| S. C. Internacional · Brasil | 1.ª           | 2011          | 28    | 14    | 13             | 17             | -                | -                | 10                      | 7                       | 51    | 38    |
| S. C. Internacional · Brasil | 1.ª           | 2012          | 19    | 7     | 14             | 11             | -                | -                | 10                      | 6                       | 43    | 24    |
| S. C. Internacional · Brasil | 1.ª           | 2013          | 26    | 5     | 17             | 8              | 5                | 0                | -                       | -                       | 48    | 13    |
| S. C. Internacional · Brasil | Total club    | Total club    | 98    | 33    | 52             | 40             | 5                | 0                | 24                      | 14                      | 177   | 87    |
| Santos F. C. · Brasil        | 1.ª           | 2014          | 26    | 6     | 13             | 5              | 5                | 0                | -                       | -                       | 44    | 11    |
| Santos F. C. · Brasil        | Total club    | Total club    | 26    | 6     | 13             | 5              | 5                | 0                | 0                       | 0                       | 44    | 11    |
| Cruzeiro E. C. · Brasil      | 1.ª           | 2015          | 23    | 4     | 14             | 9              | 2                | 1                | 9                       | 4                       | 48    | 18    |
| Cruzeiro E. C. · Brasil      | Total club    | Total club    | 23    | 4     | 14             | 9              | 2                | 1                | 9                       | 4                       | 32    | 18    |
| Real Betis Balompié · España | 1.ª           | 2015-16       | 3     | 0     | -              | -              | 0                | 0                | -                       | -                       | 3     | 0     |
| Real Betis Balompié · España | Total club    | Total club    | 3     | 0     | 0              | 0              | 0                | 0                | 0                       | 0                       | 3     | 0     |
| C. R. Flamengo · Brasil      | 1.ª           | 2016          | 15    | 2     | -              | -              | -                | -                | 1                       | 0                       | 16    | 2     |
| C. R. Flamengo · Brasil      | 1.ª           | 2017          | 7     | 3     | 11             | 4              | 3                | 1                | 2                       | 0                       | 23    | 8     |
| C. R. Flamengo · Brasil      | Total club    | Total club    | 22    | 5     | 11             | 4              | 3                | 1                | 3                       | 0                       | 39    | 10    |
| S. C. Internacional · Brasil | 2.ª           | 2017          | 17    | 8     | -              | -              | -                | -                | -                       | -                       | 17    | 8     |
| S. C. Internacional · Brasil | 1.ª           | 2018          | 26    | 10    | 4              | 0              | 2                | 1                | -                       | -                       | 32    | 11    |
| S. C. Internacional · Brasil | Total club    | Total club    | 43    | 18    | 4              | 0              | 2                | 1                | 0                       | 0                       | 49    | 19    |
| Kawasaki Frontale Japón      | 1.ª           | 2019          | 23    | 9     | -              | -              | 9                | 3                | 6                       | 2                       | 38    | 14    |
| Kawasaki Frontale Japón      | 1.ª           | 2020          | 34    | 13    | -              | -              | 6                | 1                | -                       | -                       | 40    | 14    |
| Kawasaki Frontale Japón      | 1.ª           | 2021          | 35    | 23    | -              | -              | 8                | 2                | 5                       | 6                       | 48    | 31    |
| Kawasaki Frontale Japón      | 1.ª           | 2022          | 23    | 5     | -              | -              | 4                | 0                | 3                       | 2                       | 30    | 7     |
| Kawasaki Frontale Japón      | 1.ª           | 2023          | 12    | 3     | -              | -              | 5                | 1                | 5                       | 1                       | 22    | 5     |
| Kawasaki Frontale Japón      | Total club    | Total club    | 127   | 53    | 0              | 0              | 32               | 7                | 19                      | 11                      | 178   | 71    |
| Coritiba · Brasil            | 2.ª           | 2024          | 12    | 1     | 4              | 2              | -                | -                | -                       | -                       | 16    | 3     |
| Coritiba · Brasil            | Total club    | Total club    | 12    | 1     | 4              | 2              | 0                | 0                | 0                       | 0                       | 16    | 3     |
| Total carrera                | Total carrera | Total carrera | 356   | 120   | 122            | 68             | 49               | 10               | 55                      | 29                      | 582   | 227   |

Actualizado el 9 de septiembre de 2024.

### Selección
| Selección     | Año           | Amistosos | Amistosos | Copa América | Copa América | Copa Mundial | Copa Mundial | Copa Confederaciones | Copa Confederaciones | Eliminatorias | Eliminatorias | Juegos Olímpicos | Juegos Olímpicos | Total | Total |
| Selección     | Año           | Part.     | Goles     | Part.        | Goles        | Part.        | Goles        | Part.                | Goles                | Part.         | Goles         | Part.            | Goles            | Part. | Goles |
| ------------- | ------------- | --------- | --------- | ------------ | ------------ | ------------ | ------------ | -------------------- | -------------------- | ------------- | ------------- | ---------------- | ---------------- | ----- | ----- |
| Brasil sub-23 | 2012          | 1         | 0         | -            | -            | -            | -            | -                    | -                    | -             | -             | 5                | 6                | 6     | 6     |
| Brasil sub-23 | Total         | 1         | 0         | -            | -            | -            | -            | -                    | -                    | -             | -             | 5                | 6                | 6     | 6     |
| Brasil        | 2011          | 4         | 1         | -            | -            | -            | -            | -                    | -                    | -             | -             | -                | -                | 4     | 1     |
| Brasil        | 2012          | 10        | 1         | -            | -            | -            | -            | -                    | -                    | -             | -             | -                | -                | 10    | 1     |
| Brasil        | 2013          | 3         | 1         | -            | -            | -            | -            | -                    | -                    | -             | -             | -                | -                | 3     | 1     |
| Brasil        | 2014          | 0         | 0         | -            | -            | -            | -            | -                    | -                    | -             | -             | -                | -                | 0     | 0     |
| Brasil        | Total         | 17        | 3         | -            | -            | -            | -            | -                    | -                    | -             | -             | -                | -                | 17    | 3     |
| Total carrera | Total carrera | 18        | 3         | 0            | 0            | 0            | 0            | 0                    | 0                    | 0             | 0             | 5                | 6                | 23    | 9     |

## Palmarés

### Campeonatos regionales
| Título             | Equipo              | Región             | Año  |
| ------------------ | ------------------- | ------------------ | ---- |
| Campeonato Gaúcho  | S. C. Internacional | Río Grande del Sur | 2009 |
| Campeonato Gaúcho  | S. C. Internacional | Río Grande del Sur | 2011 |
| Campeonato Gaúcho  | S. C. Internacional | Río Grande del Sur | 2012 |
| Campeonato Gaúcho  | S. C. Internacional | Río Grande del Sur | 2013 |
| Campeonato Carioca | C. R. Flamengo      | Río de Janeiro     | 2017 |

### Títulos nacionales
| Título             | Equipo            | País  | Año  |
| ------------------ | ----------------- | ----- | ---- |
| Supercopa de Japón | Kawasaki Frontale | Japón | 2019 |
| Copa J. League     | Kawasaki Frontale | Japón | 2019 |
| J1 League          | Kawasaki Frontale | Japón | 2020 |
| Copa del Emperador | Kawasaki Frontale | Japón | 2020 |
| Supercopa de Japón | Kawasaki Frontale | Japón | 2021 |
| J1 League          | Kawasaki Frontale | Japón | 2021 |
| Copa del Emperador | Kawasaki Frontale | Japón | 2023 |

### Títulos internacionales
| Título              | Equipo              | Sede    | Año  |
| ------------------- | ------------------- | ------- | ---- |
| Copa Libertadores   | S. C. Internacional | Brasil  | 2010 |
| Recopa Sudamericana | S. C. Internacional | Brasil  | 2011 |
| Juegos Olímpicos    | Selección de Brasil | Londres | 2012 |

### Distinciones individuales
| Distinción                                          | Año  |
| --------------------------------------------------- | ---- |
| Máximo goleador del Campeonato Gaúcho (17 goles)    | 2011 |
| Máximo goleador de la Recopa Sudamericana (3 goles) | 2011 |
| Máximo goleador del Campeonato Gaúcho (11 goles)    | 2012 |
| Máximo goleador de los Juegos Olímpicos (6 goles)   | 2012 |
| Máximo goleador del Campeonato Mineiro (9 goles)    | 2015 |